# Anthony Reepmaker

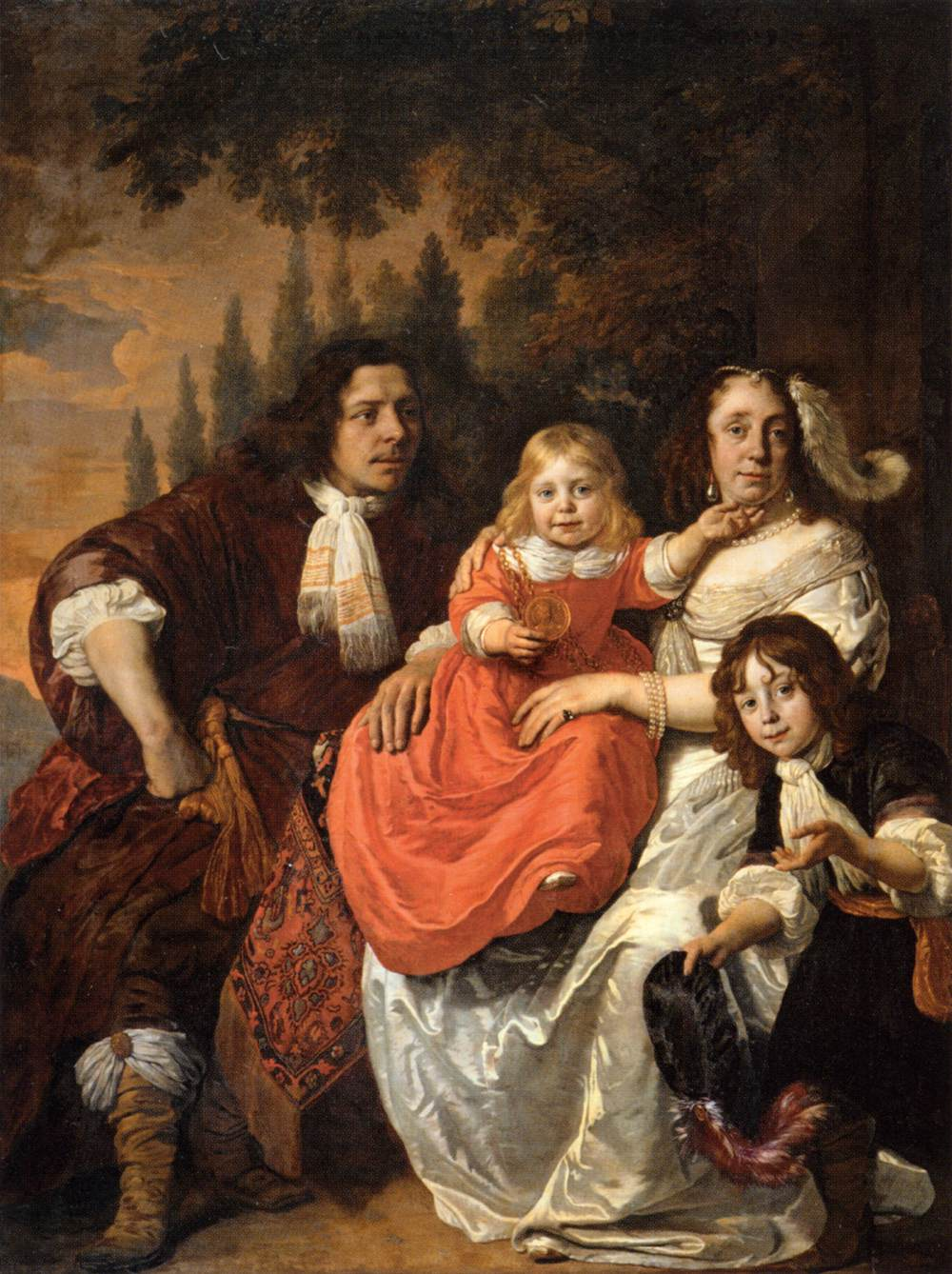
Anthony Reepmaker, zijn echtgenote Susanna Gommaerts en hun zoontjes Jacobus en Ernst, Bartholomeus van der Helst 1669.

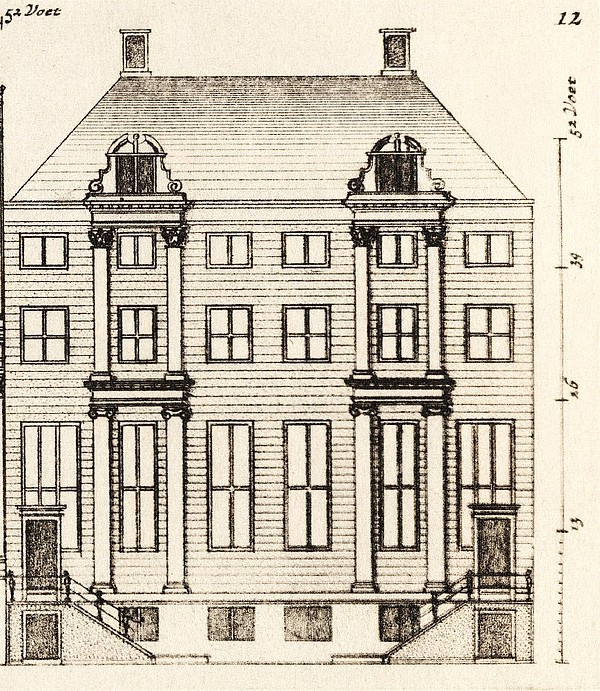
Woonhuis Anthony Reepmaker aan de Herengracht te Amsterdam.

Anthony Reepmaker (Amsterdam, 2 februari 1634 – aldaar, 31 december 1691) was een advocaat, regent van het Nieuwezijds Huiszittenhuis en van het Oude Mannen en Vrouwenhuis in Amsterdam.

## Biografie
Hij was zoon van Jacob Reepmaker (1599-1651), uit diens eerste huwelijk met Susanna Gommaerts (1606-1636). Hij huwde op 24 april 1657 in de Nieuwe Kerk te Amsterdam zijn nicht Susanna Gommaerts (1639-1696), dochter van Anthonie Gommaerts (1608-1683) en Geertruida Roeters (1613-1685). Het echtpaar kreeg vier kinderen en woonde op de Herengracht. 

Reepmaker liet zich in 1669 samen met zijn echtgenote en hun zoontjes Jacobus en Ernst portretteren door Bartholomeus van der Helst. Het schilderij bevindt zich in de collectie van het Musée du Louvre in Parijs. Van Gent schrijft in haar proefschrift over het portret en de geportretteerden:
"In 1669 schilderde Van der Helst de advocaat Mr. Anthony Reepmaker (1634- 1691) en zijn gezin (cat.nr. 155). Reepmaker was in 1657 in het huwelijk getreden met zijn nicht Susanna Gommaerts (1639-1696). Uit dit huwelijk werd in 1663 Jacob, en in 1666 Ernst geboren. De familie woonde op de Herengracht 533, in een huis dat samen met het buurhuis, nummer 535, in 1665 door de schoonvader van Anthony Reepmaker was gebouwd. Reepmakers eigen vader was na de dood van zijn moeder getrouwd met een zusje van Louis en Hendrick Trip, Maria Trip. Opvallend is dat Reepmaker in het familieportret een medaillon met de beeltenis van Willem III toont. Wellicht sympathiseerde hij met de groep Engelsgezinde ‘heren van Amsterdam’ die onder aanvoering van Coenraad van Beuningen en Gillis Valckenier toenadering tot de Oranjepartij zocht."
Van 1677 tot 1683 was Reepmaker regent van het Nieuwezijds Huiszittenhuis en in 1683 was hij regent van het Oude Mannen en Vrouwenhuis.
Reepmaker overleed in december 1691. Hij werd begraven op 4 januari 1692 in de Nieuwezijds Kapel (Heilige Stede) in Amsterdam.